# Sbor Církve adventistů sedmého dne Praha-Krč
Sbor Církve adventistů sedmého dne Praha-Krč sídlí v areálu Thomayerovy nemocnice, v Praze 4-Krči.
Kazatelem sboru je od září 2020 Josef Dvořák, který zde vystřídal zdejšího dlouholetého kazatele Josefa Cepla.  
Sbor se schází na bohoslužby pravidelně každou sobotu v 9:30.